# 唐昌县 (四川)
唐昌县，中国古县名。
唐朝仪凤二年（677年）置，治所在今四川省郫县西北唐昌镇。属益州，后属彭州。长寿二年（693年）改为周昌县，神龙初复为唐昌县，仍属彭州。五代后梁开平二年（908年）改为归化县，后唐同光初复为唐昌县，后晋天福初改为彭山县，汉又为唐昌县。北宋开宝四年（971年）改为永昌县。 